# Kirgiezenspar
De kirgiezenspar (Picea schrenkiana) is een naaldboom uit de familie der dennen (Pinaceae). De wetenschappelijke naam van de soort werd gepubliceerd door Friedrich Ernst Ludwig von Fischer en Carl Anton von Meyer in 1842.

## Kenmerken
De kirgiezenspar groeit tot een hoogte van 35 à 40 meter met een stamdiameter van maximaal 1 meter. De kegels bereiken doorgaans een lengte van 7 tot 12 centimeter en een dikte van 2,5 tot 3 centimeter. De kegels zijn donkerbruin en langwerpig. De lichtgroene tot bleekblauwe naalden zijn 2 tot 4 centimeter lang en 1 tot 4 millimeter breed.

## Verspreiding
Het verspreidingsgebied van de kirgiezenspar ligt in de Tian Shan in Kirgizië, Kazachstan en de Chinese provincie Xinjiang. Komt voor op hoogten tussen 1.300 en 3.600 meter boven zeeniveau, met name op noordelijke hellingen.
... · 
P. abies (Fijnspar) · 
P. breweriana (Brewers treurspar) · 
P. glauca (Witte spar) · 
P. jezoensis (Jezospar) · 
P. mariana (Zwarte spar) · 
P. obovata (Siberische spar) · 
P. omorika (Servische spar) · 
P. orientalis (Kaukasische spar) · 
P. pungens (Blauwe spar) · 
P. schrenkiana (Kirgiezenspar) · 
P. sitchensis (Sitkaspar) · 
P. smithiana (Himalayaspar) · 
...